# Mecyclothorax carteri
Mecyclothorax carteri är en skalbaggsart som först beskrevs av Perkins 1917.  Mecyclothorax carteri ingår i släktet Mecyclothorax och familjen jordlöpare. Inga underarter finns listade i Catalogue of Life.